# Brittiska mästerskapet 1967/1968
Brittiska mästerskapet 1966/1967 var den 74:e upplagan av Brittiska mästerskapet i fotboll. Turneringen var även en del av de brittiska landslagens kvalspel till Europamästerskapet 1968

## Tabell
| Nr | Lag       | S | V | O | F | GM | IM | MS | P |
| -- | --------- | - | - | - | - | -- | -- | -- | - |
| 1  | England   | 3 | 2 | 1 | 0 | 6  | 1  | +5 | 5 |
| 2  | Skottland | 3 | 1 | 1 | 1 | 4  | 4  | 0  | 3 |
| 3  | Wales     | 3 | 1 | 0 | 2 | 4  | 6  | −2 | 2 |
| 3  | Irland    | 3 | 1 | 0 | 2 | 1  | 4  | −3 | 2 |

## Matcher
|  | 21 oktober 1967 | Wales | 0 – 3           | England                                                   | Ninian Park                                            |                                                        |
|  |                 |       | (0 – 1) Rapport | 34′ Martin Peters 87′ Bobby Charlton 90′ (str.) Alan Ball | Cardiff Publik: 45 000 Domare: John Gordon (Skottland) | Cardiff Publik: 45 000 Domare: John Gordon (Skottland) |
|  |                 |       |                 |                                                           | Cardiff Publik: 45 000 Domare: John Gordon (Skottland) | Cardiff Publik: 45 000 Domare: John Gordon (Skottland) |
|  |                 |       |                 |                                                           | Cardiff Publik: 45 000 Domare: John Gordon (Skottland) | Cardiff Publik: 45 000 Domare: John Gordon (Skottland) |

|  | 21 oktober 1967 | Irland            | 1 – 0           | Skottland | Windsor Park                                          |                                                       |
|  |                 | Dave Clements 69′ | (0 – 0) Rapport |           | Belfast Publik: 55 000 Domare: James Finney (England) | Belfast Publik: 55 000 Domare: James Finney (England) |
|  |                 |                   |                 |           | Belfast Publik: 55 000 Domare: James Finney (England) | Belfast Publik: 55 000 Domare: James Finney (England) |
|  |                 |                   |                 |           | Belfast Publik: 55 000 Domare: James Finney (England) | Belfast Publik: 55 000 Domare: James Finney (England) |

|  | 22 november 1967 | England                            | 2 – 0           | Irland | Wembley Stadium                                     |                                                     |
|  |                  | Geoff Hurst 43′ Bobby Charlton 62′ | (1 – 0) Rapport |        | London Publik: 85 000 Domare: Leo Callaghan (Wales) | London Publik: 85 000 Domare: Leo Callaghan (Wales) |
|  |                  |                                    |                 |        | London Publik: 85 000 Domare: Leo Callaghan (Wales) | London Publik: 85 000 Domare: Leo Callaghan (Wales) |
|  |                  |                                    |                 |        | London Publik: 85 000 Domare: Leo Callaghan (Wales) | London Publik: 85 000 Domare: Leo Callaghan (Wales) |

|  | 22 november 1967 | Skottland                                 | 3 – 2           | Wales                          | Hampden Park                                          |                                                       |
|  |                  | Alan Gilzean 16′, 65′ Ronnie McKinnon 78′ | (1 – 1) Rapport | 18′ Ron Davies 57′ Alan Durban | Glasgow Publik: 57 000 Domare: James Finney (England) | Glasgow Publik: 57 000 Domare: James Finney (England) |
|  |                  |                                           |                 |                                | Glasgow Publik: 57 000 Domare: James Finney (England) | Glasgow Publik: 57 000 Domare: James Finney (England) |
|  |                  |                                           |                 |                                | Glasgow Publik: 57 000 Domare: James Finney (England) | Glasgow Publik: 57 000 Domare: James Finney (England) |

|             | 24 februari 1968 | Skottland       | 1 – 1           | England           | Hampden Park                                                       |                                                                    |
| 15:00 UTC±0 | 15:00 UTC±0      | John Hughes 39′ | (1 – 1) Rapport | 19′ Martin Peters | Glasgow Publik: 134 000 Domare: Laurens van Ravens (Nederländerna) | Glasgow Publik: 134 000 Domare: Laurens van Ravens (Nederländerna) |
| 15:00 UTC±0 | 15:00 UTC±0      |                 |                 |                   | Glasgow Publik: 134 000 Domare: Laurens van Ravens (Nederländerna) | Glasgow Publik: 134 000 Domare: Laurens van Ravens (Nederländerna) |
| 15:00 UTC±0 | 15:00 UTC±0      |                 |                 |                   | Glasgow Publik: 134 000 Domare: Laurens van Ravens (Nederländerna) | Glasgow Publik: 134 000 Domare: Laurens van Ravens (Nederländerna) |

|             | 28 februari 1968 | Wales                          | 2 – 0           | Irland | The Racecourse Ground                                             |                                                                   |
| 19:15 UTC±0 | 19:15 UTC±0      | Ronnie Rees 75′ Ron Davies 84′ | (0 – 0) Rapport |        | Wrexham Publik: 17 500 Domare: Robert Holley Davidson (Skottland) | Wrexham Publik: 17 500 Domare: Robert Holley Davidson (Skottland) |
| 19:15 UTC±0 | 19:15 UTC±0      |                                |                 |        | Wrexham Publik: 17 500 Domare: Robert Holley Davidson (Skottland) | Wrexham Publik: 17 500 Domare: Robert Holley Davidson (Skottland) |
| 19:15 UTC±0 | 19:15 UTC±0      |                                |                 |        | Wrexham Publik: 17 500 Domare: Robert Holley Davidson (Skottland) | Wrexham Publik: 17 500 Domare: Robert Holley Davidson (Skottland) |